# Kareem Alleyne
Kareem Tristan Alleyne (Montreal, Quebec, Canadá, 27 de mayo de 1993) es un actor de cine y televisión canadiense. Su popularidad se debe a grandes producciones como Quantico, Assassin's Creed: Origins y iZombie entre otras.

## Vida y carrera
Kareem nació y se crio en Montreal, Quebec (Canadá). Ya desde muy joven, Alleyne estuvo involucrado en las artes y los deportes. Creció jugando varios deportes (entre ellos el rugby) y se convirtió en un atleta de élite. Asistió al programa de teatro profesional de John Abbott College y, después de completar sus estudios, fue elegido para un cortometraje (Dwell) y luego para múltiples producciones teatrales. Queriendo centrarse principalmente en el cine y la televisión, fue a Los Ángeles, donde tomó algunos talleres de aprendizaje y luego regresó a Canadá de nuevo para aplicar las habilidades que aprendió durante su viaje. 
Ha participado en grandes producciones de cine compartiendo escenas con grandes estrellas de Hollywood como Priyanka Chopra, Rose McIver, Gary Oldman, Armie Hammer y Shawn Ashmore entre otros.
Kareem también ha prestado su voz para la industria de los videojuegos, videojuegos de gran popularidad como por ejemplo Watch Dogs 2 (2016), con quien debutó e hizo de voz anónima; Assassin's Creed: Origins (2017) en la piel del hijo de Ra; y finalmente y el que le ha dado gran popularidad por ello The Dark Pictures: Man of Medan, interpretando a uno de los cinco protagonistas de la historia, Alex. Con este último juego tuvo el privilegio de trabajar junto a un actor de gran categoría interpretativa como Shawn Ashmore (Iceman en X-Men y X-Men 2).

## Filmografía
| Cine        | Cine                            | Cine                      | Cine                       |
| Año         | Título                          | Personaje                 | Notas                      |
| ----------- | ------------------------------- | ------------------------- | -------------------------- |
| 2014        | Dwell                           | Kev                       | Cortometraje               |
| 2017        | Fear the Walking Dead Survival  | Jacob                     | Cortometraje               |
| 2017        | Sons of God                     | Niño Afroamericano        |                            |
| 2018        | Una cuestión de género          | Empleado                  | Rol secundario             |
| 2020        | Dreamland                       | Personal                  | Rol secundario             |
| Televisión  |                                 |                           |                            |
| Año         | Título                          | Personaje                 | Notas                      |
| 2016        | La negociadora                  | Policía #2                | Rol secundario             |
| 2016        | Quantico                        | Tim Kindel                | Rol secundario             |
| 2016        | People of Earth                 | Joven Ronald              |                            |
| 2015-2017   | Durmiendo con su enemigo        | Eric (2015)/Rodney (2017) |                            |
| 2017        | 19-2                            | Daniel                    |                            |
| 2017        | 21 Thunder                      | Grégoire                  |                            |
| 2017        | Perfect Citizen                 | Guardia de la NSA         | Rol secundario             |
| 2018        | The Detectives                  | Policía                   | Rol secundario             |
| 2018        | Salvation                       | Policía #1                | Rol secundario             |
| 2018        | Jack Ryan                       | Hombre del Ejército       | Rol secundario             |
| 2019        | The Magicians                   | Soldado #1                | Rol secundario             |
| 2019        | iZombie                         | Jesse                     |                            |
| 2019        | Altered Carbon                  | Anil Imani                |                            |
| Videojuegos |                                 |                           |                            |
| Año         | Nombre                          | Personaje                 | Notas                      |
| 2016        | Watch Dogs 2                    | Anónimo                   | Voz                        |
| 2017        | Assassin's Creed: Origins       | Hijo de Ra                | Voz                        |
| 2019        | The Dark Pictures: Man of Medan | Alex Smith                | Voz/Captura de movimientos |
| 2019        | Need for Speed: Heat            | Oficial Corrupto          | Voz                        |